# عرب بلجيكا
العرب بلجيكا هم شعوب الدول العربية, ولا سيما لبنان والعراق وسوريا والجزائر وتونس والمغرب, وكذلك مجموعات صغيرة من الأراضي الفلسطينية والأردن ومصر وليبيا واليمن والسودان الذين هاجروا من أوطانهم الأصلية ويقيمون حاليًا. في بلجيكا.

## مشاهير
- دياب أبو جهجه من اصل لبناني
- خليل صحناوي, لبناني الأصل
- أشرف أشاوي مغربي الأصل
- شمس الدين العرايشي مغربي الأصل
- ميشيل قيسي مغربي الأصل
- مصطفى أوصالح من أصل مغربي
- عبد الحكيم لعرف جزائري الأصل